# Nagy Gyula (színművész, 1872–1951)
Nagy Gyula, Nagy Gyula Ákos (Szeged, 1872. január 15. – Kerepes, 1951. október 19.) színész.

## Életútja
Dalnoki Nagy Imre (1837–1916) és Greskovics Fanni (Franciska) színész szülők gyermeke. 15 éves volt, amikor elszökött otthonról és gyalog indult útnak Budapestre nagybátyjához, Bercsényi Bélához, Budapestre, akinek segítségével Veszprémbe ment, ahol a Hubay–Hevesi-féle színtársulathoz csatlakozott. Később Balassa Károly, Báródi Károly és Károlyi Lajos társulatában játszott. Húszéves volt, amikor Miskolcra szerződött Halmai Imre társulatához. Ezután be kellett vonulnia katonának, később újra Halmaynál szerepelt hét évig. Ezt követően Gyulán, Orosházán, Békéscsabán, Nagybecskereken, Nagykikindán, Nagykanizsán, Szombathelyen, Kőszegen, Szarvason, Szentesen játszott. 1898. augusztus 1-jén Békésen házasságot kötött a nála hat évvel fiatalabb, simontornyai születésű Ujvári Rozáliával. 1900-ban szerződött Feld Zsigmondhoz, majd Debrecenbe ment Komjáthy János hét évre. 1905. június 16-án vendégként lépett színpadra a Nemzeti Színházban, az Egyenlőségben Lord Loan szerepében. 1907-ben a Népszínház-Vígopera tagja volt; majd egy év múlva dr. Farkas Ferencnél játszott vidéken. 1909-ben Kolozsvárra került, ugyanitt ünnepelte 25 éves jubileumát 1912. szeptember 10-én. 1923-ban a Renaissance Színház, 1927-ben a Belvárosi Színház tagja lett. 1927 júliusában a Színházi Élet 500 pengő jutalomban részesítette mint kiváló epizodistát. 1928. szeptember 1-jétől a Vígszínház tagja volt. Később nem rendelkezett állandó szerződéssel, az 1935–36-os évadig szerepelt a neve a szerződés nélküli színészek névsorában. Felesége 1938. április 7-én halt meg agyvérzésben. Nagy Gyula 13 évvel élte őt túl, elhunyt Kerepesen 1951. október 19-én délután 2 órakor szintén agyvérzés következtében. Testvére Nagy Dezső színész.

## Fontosabb színházi szerepei
- Lord Loan (Barrie: Egyenlőség)
- Yoshikawa Toyu (Lengyel Menyhért: Tájfun)
- Főkapitány (Nagy Samu: Zörög a haraszt)

## Filmjei
- Cox és Box (1912)
- Sárga csikó (1913) – kántor
- A tolonc (1914) – Kontra Fridolin
- A kölcsönkért csecsemők (1914) – Kálmán, Aladár főnöke
- A börzekirály (1915)
- Leányfurfang (1915)
- Jó éjt, Muki! (1915)
- Liliomfi (1915)
- Az alvajáró (1916)
- Vergődő szívek (1916)
- Méltóságos rabasszony (1916)
- A dolovai nábob leánya (1916)
- Ártatlan vagyok (1916)
- Az egymillió fontos bankó (1916)
- A gyónás szentsége (1916)
- Petőfi dalciklus (1916)
- A tanítónő (1917)
- Ciklámen (1917)
- A névtelen asszony (1917) – Perisard
- A vén bakancsos és fia, a huszár (1917) – Kántor
- Gyurkovics leányok (1917) – Jankó, lakáj
- Sergius Panin (1917) – La Brede
- Hotel Imperial (1917) – Anton, szálloda szolga
- Falusi madonna (1918)
- Palika (1918) Palika apja
- A kancsuka hazájában (1918) – 1. orvos
- Mozitündér (1919) – Clutterbuch, a húskonzerv tröszt elnöke
- A világrém (1920)